# Рождество Богородично (Мало Коняри)
„Рождество на Пресвета Богородица“ (на македонска литературна норма: „Рождество на Пресвета Богородица“) е възрожденска православна църква в прилепското село Мало Коняри, Северна Македония. Църквата е под управлението на Преспанско-Пелагонийската епархия на Македонската православна църква.
Църквата е гробищен храм. Издигната е в 1873 година и цялостно изписана в 1875 година с разкошни по качество стенописи от майстор Стойче Станков от Крушево. Църквата представлява еднокорабна сграда, полукръгло засведена и с полукръгла апсида на източната страна, която отвън е разчленена на седем плитки ниши. Пред входа се намира камбанарията с отворен трем, издигната в 1920/30 година.